# Mniarogekko chahoua
Mniarogekko chahoua (моховий новокаледонський гекон, короткорилий новокаледонський гекон, велетенська бавая або моховий чіпкохвостий гекон) — вид геконоподібних ящірок родини диплодактилідів (Diplodactylidae). Ендемік Нової Каледонії.

## Опис
Довжина дорослих геконів становить 25—31 см. Забарвлення варіюється від іржасто-червоного або коричневого до зеленого або сірого. Візерунок на тілі нагадує мох або лишайник. Хвіст сильний, чіпкий, гірше відпадає, ніж у інших видів.

## Поширення і екологія
Мохові новокаледонські гекони мешкають у центрі та на півдні Нової Каледонії, а також на острові Пен. Вони живуть у вологих тропічних лісах і галерейних лісах, на висоті до 500 м над рівнем моря. Ведуть нічний, деревний спосіб життя: вдень ховаються в дуплах та між корінням, а вночі — в кронах дерев. Всеїдні, живляться комахами і плодами, іноді дрібними ящірками. Відкладають два яйця, які злипаються між собою.

## Збереження
МСОП класифікує цей вид як вразливий. Mniarogekko chahoua загрожує знищення природного середовища, хижацтво з боку інтродукованих щурів, кішок і мурах Wasmannia auropunctata, а також незаконний вилов з метою торгівлі.